# Ortholomus punctipennis
Ortholomus punctipennis är en insektsart som först beskrevs av Herrich-schaeffer 1838.  Ortholomus punctipennis ingår i släktet Ortholomus, och familjen fröskinnbaggar. Arten är reproducerande i Sverige.